# Na Cabeça e na Cintura
Na Cabeça e na Cintura é o segundo álbum de estúdio do grupo musical brasileiro É o Tchan, lançado em 1996. Vendeu mais de 2,3 milhões de cópias no Brasil e recebeu uma certificação de diamante, emitida pela Pro-Música Brasil (PMB).

## Faixas
1. "A Dança do Bumbum " (Sinho Revolução/Gilmar do Samba) — 3:10
2. "Dança da Cordinha" (Jorge Zárath/Renato Fechine/Dito) — 3:20
3. "A Lourinha" (Leandro Guerrilha/Tatau) — 3:23
4. "Malhação" (Careca) — 2:58
5. "Estátua" (Bia Fera/Beto Jamaica) — 2:32
6. "Dengo de Mulheres" (Moço Pop/Tica Mahatma/Roberto Moura) — 3:59
7. "A Moçada do Samba" (Nato Viola) — 3:09
8. "Melô do Tchaco II (Dança Gostosa)" (Neivaldo Sales) — 3:13
9. "Samba que Manda (Se Segura)" (Alan & Alex) — 3:42
10. "Vovó no Samba" (Badegão/Carlinhos Ganso) — 2:59
11. "Geração 2000" (Paulinho Levi) — 2:34
12. "Mexe, Mexe, Mainha" (Nato Viola) — 2:46
13. "Única Paixão" (Gutemberg/Marcos Trindade/Roberto Moura) — 3:57
14. "Procurando Tu" (J. Luna/Antônio Barros) — 3:23

## Certificações
| Região                                                                                             | Certificação | Unidades/Vendas |
| -------------------------------------------------------------------------------------------------- | ------------ | --------------- |
| Brasil (Pro-Música Brasil)                                                                         | Diamante     | 2 300 000       |
| *números de vendas baseados somente na certificação ^distribuições baseadas apenas na certificação |              |                 |